# USA i olympiska sommarspelen 1968
USA deltog i olympiska sommarspelen 1968 i Mexiko stad med 357 deltagare i 18 sporter. Totalt vann de fyrtiofem guldmedaljer, tjugoåtta silvermedaljer och trettiofyra bronsmedaljer. Fäktaren Janice-Lee Romary var USA:s fanbärare i öppningsceremonien.